# دان كينغ (طبيب)
دان كينغ (بالإنجليزية: Dan King)‏ هو طبيب أمريكي، ولد في 1791 في مانسفيلد في الولايات المتحدة، وتوفي في 1864.